# Baju
Baju är en köping i Kina. Den ligger i provinsen Jiangsu, i den östra delen av landet, omkring 250 kilometer nordost om provinshuvudstaden Nanjing. Antalet invånare är 35 745. Befolkningen består av 17 662 kvinnor och 18 083 män. Barn under 15 år utgör 20,0 %, vuxna 15-64 år 67 %, och äldre över 65 år 11,0 %.
Runt Baju är det tätbefolkat, med 613 invånare per kvadratkilometer. Närmaste större samhälle är Dongkan, 19,1 km sydväst om Baju. Trakten runt Baju består till största delen av jordbruksmark.
Genomsnittlig årsnederbörd är 1 041 millimeter. Den regnigaste månaden är juli, med i genomsnitt 268 mm nederbörd, och den torraste är januari, med 20 mm nederbörd.